# Juliette Roche
Juliette Roche (París, 29 de agosto de 1884 - 23 de noviembre de 1980), también conocida como Juliette Roche Gleizes, fue una escritora y pintora francesa vinculada a los movimientos Cubista y Dadaísta.

## Trayectoria
Nació en París en 1884 en el seno de una adinerada familia parisina. Desde joven estuvo en contacto con el mundo del arte, gracias a la relación con su madrina, la condesa Élisabeth, condesa Greffulhe, y el ahijado de su padre, Jean Cocteau. Su padre, Jules Roche, fue un miembro prominente tanto del gobierno francés como del mundo del arte de la vanguardia. 
Juliette Roche estudió pintura en la Acadèmie Ranson en París. Allí fue donde se introdujo en el estilo artístico de Les Nabis. En su obra poética y pictórica mostró perfiles de mujeres independientes capaces de valerse y expresarse por sí mismas. La creación y evolución de su obra gráfica y literaria fueron muy de la mano, experimentando con la mezcla de poesía y diseño.
En 1913 expuso en el Salón de los Independientes y comenzó a escribir poesía, insertando frases hechas en el cuerpo del texto a modo de eslóganes publicitarios. También comenzó a experimentar con una tipografía innovadora que más adelante se volvería aún más iconoclasta con Brevoort  y  Pôle tempéré. En 1914 celebró su primera exposición individual en Bernheim-Jeune Gallery.
Era una pacifista convencida y cuando se declaró la Primera Guerra Mundial en 1914, viajó a Nueva York, junto al que sería su marido, el cubista Albert Gleizes. Allí tomó parte en actividades Dadá, con Duchamp y Picabia. Después viajaron a Barcelona para exponer en la sala Dalmau antes de regresar a Nueva York.
Roche colaboró con Duchamp en la preparación de la primera exposición de la Sociedad de Artistas Independientes de 1917, donde ella mostró algunas obras de inspiración Dadá.
En 1919 volvió a París y comenzó a escribir La Minéralisation de Dudley Cravin Mac Adam, publicado en 1924, una historia que habla de la aventuras de Ather Cravan y otros artistas en el exilio en Nueva York.
En 1921 publicó État colloidal en la revista Creación propiedad del periodista chileno Vicente Huidrobro.
En 1927, junto con su marido, fundaron the Moly-Sabata, una residencia de artistas en Sablons, que ofrecía estudios y talleres. Siguió exponiendo el resto de su vida en exposiciones colectivas.

## Otras lecturas
- Willard Bohn, Poesía Visual Moderna, Universidad de Prensa de Delaware, 2001, ISBN 0874137101

ISBN 0874137101 0874137101
- Peter Brooke, Mme Gleizes en Poznanski

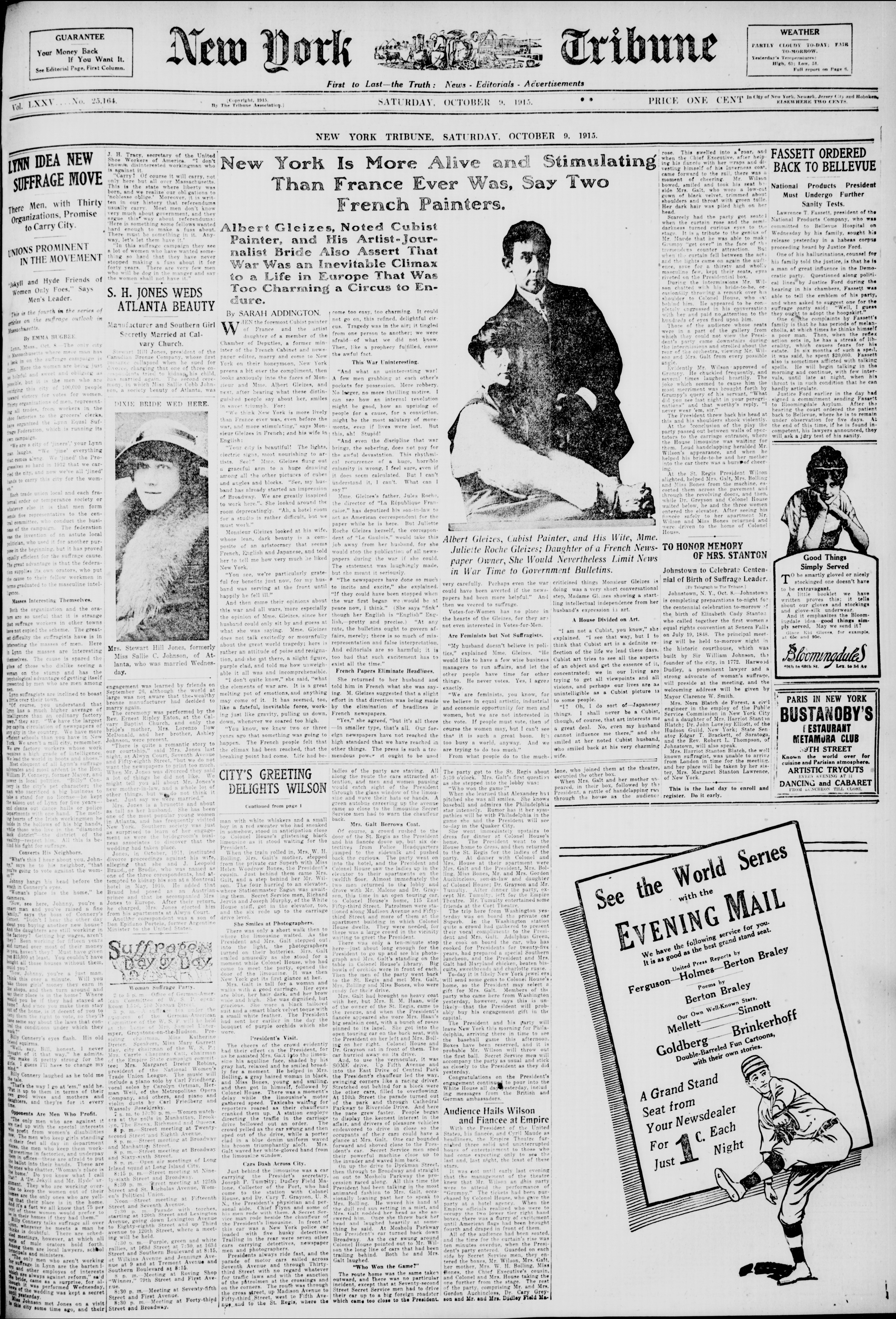
Albert Gleizes y su esposa Juliette Roche, publicado en the New York Tribune, New York, 9 de octubre de 1915.
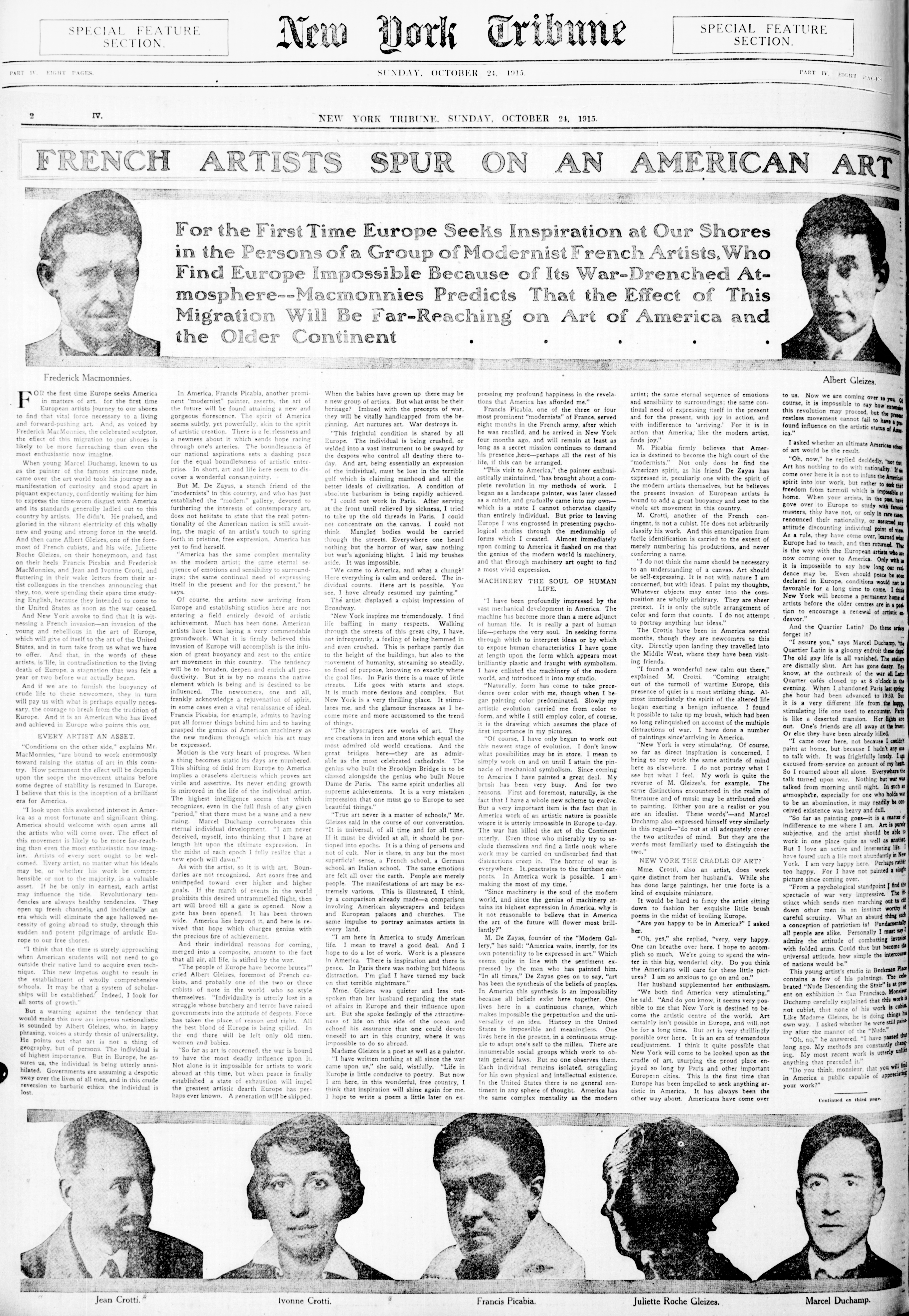
Frederick William MacMonnies, Albert Gleizes, Jean Crotti, Yvonne Chastel Crotti, Francis Picabia, Juliette Roche-Gleizes, Marcel Duchamp, New York Tribune, 24 de octubre de 1915.